# Hayley Yelling
Hayley Yelling (* 3. Januar 1974 in Dorchester) ist eine britische Langstreckenläuferin.

## Leben
2001 schied sie bei den Weltmeisterschaften in Edmonton über 5000 Meter im Vorlauf aus und wurde Achte bei den Crosslauf-Europameisterschaften in Thun. Im Jahr darauf wurde sie, für England startend, über 10.000 Meter Fünfte bei den Commonwealth Games in Manchester und kam über 5000 Meter bei den Europameisterschaften 2002 in München auf den 18. Platz.
2003 belegte sie bei den Crosslauf-Weltmeisterschaften in Avenches Rang 19. Als Ersatz für die verletzte Mara Yamauchi sprang sie bei den Halbmarathon-Weltmeisterschaften in Vilamoura ein und kam bei ihrem Debüt über diese Distanz auf Platz 37. Bei den Crosslauf-Europameisterschaften in Edinburgh wurde sie Fünfte und holte mit der britischen Mannschaft Gold.
2004 scheiterte sie mit 14 Hundertstelsekunden über der vorgegebenen 10.000-Meter-Norm von 31:45 min sehr knapp daran, sich für die Olympischen Spiele in Athen zu qualifizieren. Zum Saisonabschluss feierte sie ihren bis dahin größten Erfolg mit dem Titelgewinn bei den Crosslauf-Europameisterschaften in Heringsdorf.
2005 wurde sie Vierte beim Great South Run und Sechste bei den Crosslauf-Europameisterschaften in Tilburg, 2006 wurde sie über 10.000 Meter Sechste bei den Commonwealth Games in Melbourne, kam aber bei den Europameisterschaften in Göteborg nicht über Rang 15 hinaus. Erneut wurde sie Vierte beim Great South Run, und auf dem wegen seines Gefälles nicht bestenlistentauglichen Halbmarathonkurs des Great North Runs wurde sie Achte mit einer Zeit von 1:12:11 h. Bei den Crosslauf-Europameisterschaften in San Giorgio su Legnano folgte ein weiterer sechster Platz.
2007 in Mombasa erzielte sie mit Rang 16 ihre beste Platzierung bei Crosslauf-Weltmeisterschaften. Beim Great South Run wurde sie Zweite, beim Great North Run Fünfte in 1:12:14 h und bei den Crosslauf-Europameisterschaften in Toro Neunte.
2008 folgte ein weiterer vergeblicher Versuch, sich für die Olympischen Spiele in Peking zu qualifizieren. Nachdem sie bei den Crosslauf-Europameisterschaften in Brüssel mit einem 19. Platz zum Silbermedaillengewinn des britischen Teams beigetragen hatte, verkündete sie das Ende ihrer sportlichen Karriere.
In der Folge wurde sie Mathematiklehrerin an der Sir William Borlase School in Marlow (Buckinghamshire). Ende 2009 kehrte sie in den Wettkampfsport zurück und qualifizierte sich für die Crosslauf-Europameisterschaften in Dublin, bei der sie mit einem souveränen Sieg für eine Sensation sorgte. 2010 belegte sie bei den Crosslauf-Weltmeisterschaften in Bydgoszcz Platz 63, bei den Crosslauf-Europameisterschaften in Albufeira Platz 28.
Sie wurde je dreimal englische Meisterin über 5000 Meter (2002, 2003, 2005) und über 10.000 Meter (2002, 2003, 2006), zweimal im Crosslauf (2003, 2005) und einmal im 10-km-Straßenlauf (2006).
Hayley Yelling wird von Conrad Milton trainiert und startet für den Windsor Slough Eton & Hounslow Athletic Club. Seit dem 1. August 2009 ist sie mit Jamie Higham verheiratet. Ihre Schwägerin Liz Yelling ist ebenfalls im Langstreckenlauf erfolgreich.

## Bestleistungen
- 3000 m: 9:02,88 min, 5. Juli 2000, Cardiff
- 5000 m: 15:16,44 min, 23. Juli 2005, Heusden-Zolder
- 10.000 m: 31:45,14 min, 12. Juni 2004, Watford
- 10-km-Straßenlauf: 32:31 min, 5. Februar 2006, Chichester
- Halbmarathon: 1:14:52 min, 4. Oktober 2003, Vilamoura